# Zaborowo (Purda)
Zaborowo (deutsch Saborowen, 1938 bis 1945 Heideberg) ist ein kleiner Ort in der polnischen Woiwodschaft Ermland-Masuren und gehört zur Gmina Purda (Landgemeinde Groß Purden) im Powiat Olsztyński (Kreis Allenstein).

## Geographische Lage
Zaborowo liegt in der südlichen Mitte der Woiwodschaft Ermland-Masuren, 21 Kilometer nordwestlich der ehemaligen Kreisstadt Szczytno (deutsch Ortelsburg) bzw. 22 Kilometer östlich der jetzigen Kreismetropole Olsztyn (Allenstein).

## Geschichte
Das einstige Saborowen, das ursprünglich aus ein paar kleinen Gehöften bestand, wurde im Jahre 1628 erstmals erwähnt. Im Jahre 1700 wurde Saborowen allerdings als eines unter den „Dörfern so ganz wüst“ aufgeführt. Am 15. Mai 1741 jedoch hatte es den Privileg erhalten, der in einer zweiten Urkunde vom 6. April 1790 bestätigt wurde.
Im Jahre 1874 wurde Saborowen in den neu errichteten Amtsbezirk Klein Rauschken (polnisch Rusek Mały) eingegliedert, der zum ostpreußischen Kreis Ortelsburg gehörte. 1910 waren in dem Ort 60 Einwohner registriert, 1933 waren es 63.
Am 3. Juni – amtlich bestätigt am 16. Juli – 1938 wurde Saborowen aus politisch-ideologischen Gründen der Vermeidung fremdländisch klingender Ortsnamen in „Heideberg“ umbenannt. Die Einwohnerzahl belief sich im Jahre 1939 auf 65.
Als 1945 in Kriegsfolge das gesamte südliche Ostpreußen an Polen fiel, war auch Heideberg davon betroffen. Der Ort erhielt die polnische Namensform „Zaborowo“ und ist heute eine Ortschaft im Verbund der Landgemeinde Purda (Groß Purden), jetzt dem Powiat Olsztyński (Kreis Allenstein) zugehörig, bis 1998 der Woiwodschaft Olsztyn, seither der Woiwodschaft Ermland-Masuren zugeordnet.

## Kirche
Bis 1945 war Saborowen resp. Heideberg in die evangelische Kirche Passenheim in der Kirchenprovinz Ostpreußen der Kirche der Altpreußischen Union eingepfarrt. Heute ist es die gleiche evangelische Kirche in der nun „Pasym“ genannten Stadt, jetzt der Diözese Masuren in der Evangelisch-Augsburgischen Kirche in Polen zugehörig.
Die Angehörigen der römisch-katholischen Kirche waren bis 1898 zu Passenheim und von 1898 bis 1945 – und sind es weiterhin – in die Pfarrei Gillau, jetzt polnisch Giławy, eingegliedert, ehemals dem Bistum Ermland, jetzt dem Erzbistum Ermland zugeordnet.

## Schule
In Saborowen (Heideberg) bestand keine Schule. Die Kinder besuchten den Unterricht in Graskau (polnisch Groszkowo).

## Verkehr
Zaborowo erreicht man über eine Nebenstraße, die von Giławy (Gillau) über Groszkowo (Graskau) direkt in den Ort führt. Auch ein von Rudziska Pasymskie (Waldheim) kommender Landweg endet in Zaborowo. Eine Anbindung an den Bahnverkehr besteht nicht.

## Genealogische Literatur
- Michael Bulitta: Historische Einwohner-Verzeichnisse (HEV) für das ehemalige Südostpreußen. Das Heiratsregister des katholischen Kirchspiels St. Johannes Baptist zu Gillau (Landkreis Allenstein) von 1898-1945. Nr. 20 der Schriften der Genealogischen Arbeitsgemeinschaft Neidenburg und Ortelsburg. Selbstverlag der GeAGNO, Bonn, 2009.
- Michael Bulitta: Firmlinge der katholischen Kirche zu Gillau aus dem Kreis Ortelsburg in den Jahren 1903, 1912 und 1920. Ortelsburger Heimatbote 2011, S. 45–46.
- Michael Bulitta: Historische Einwohner-Verzeichnisse (HEV) für das ehemalige Südostpreußen. Das Firmregister des katholischen Kirchspiels St. Johannes Baptist in Gillau/Kr. Allenstein von 1903 bis 1950. Nr. 33 der Schriften der Genealogischen Arbeitsgemeinschaft Neidenburg Ortelsburg, Bonn, 2017.
- Michael Bulitta: Historische Einwohner-Verzeichnisse (HEV) für das ehemalige Südostpreußen. Das Personenstandsregister des katholischen Kirchspiels St. Johannes Baptist in Gillau/Kr. Allenstein. Band I: 1898 bis 1910, Nr. 34/I der Schriften der Genealogischen Arbeitsgemeinschaft Neidenburg Ortelsburg, Bonn 2017.
- Michael Bulitta: Historische Einwohner-Verzeichnisse (HEV) für das ehemalige Südostpreußen. Das Personenstandsregister des katholischen Kirchspiels St. Johannes Baptist in Gillau/Kr. Allenstein. Band II: 1911 bis 1920, Nr. 34/II der Schriften der Genealogischen Arbeitsgemeinschaft Neidenburg Ortelsburg, Bonn 2020.
- Michael Bulitta: Historische Einwohner-Verzeichnisse (HEV) für das ehemalige Südostpreußen. Das Personenstandsregister des katholischen Kirchspiels St. Johannes Baptist in Gillau / Kr. Allenstein. Band III 1921 bis 1930 (= Schriften der Arbeitsgemeinschaft Genealogie Neidenburg Ortelsburg, Nr. 34/III). Selbstverlag, Bonn 2023.